# Jesuitenreduktionen der Guaraní

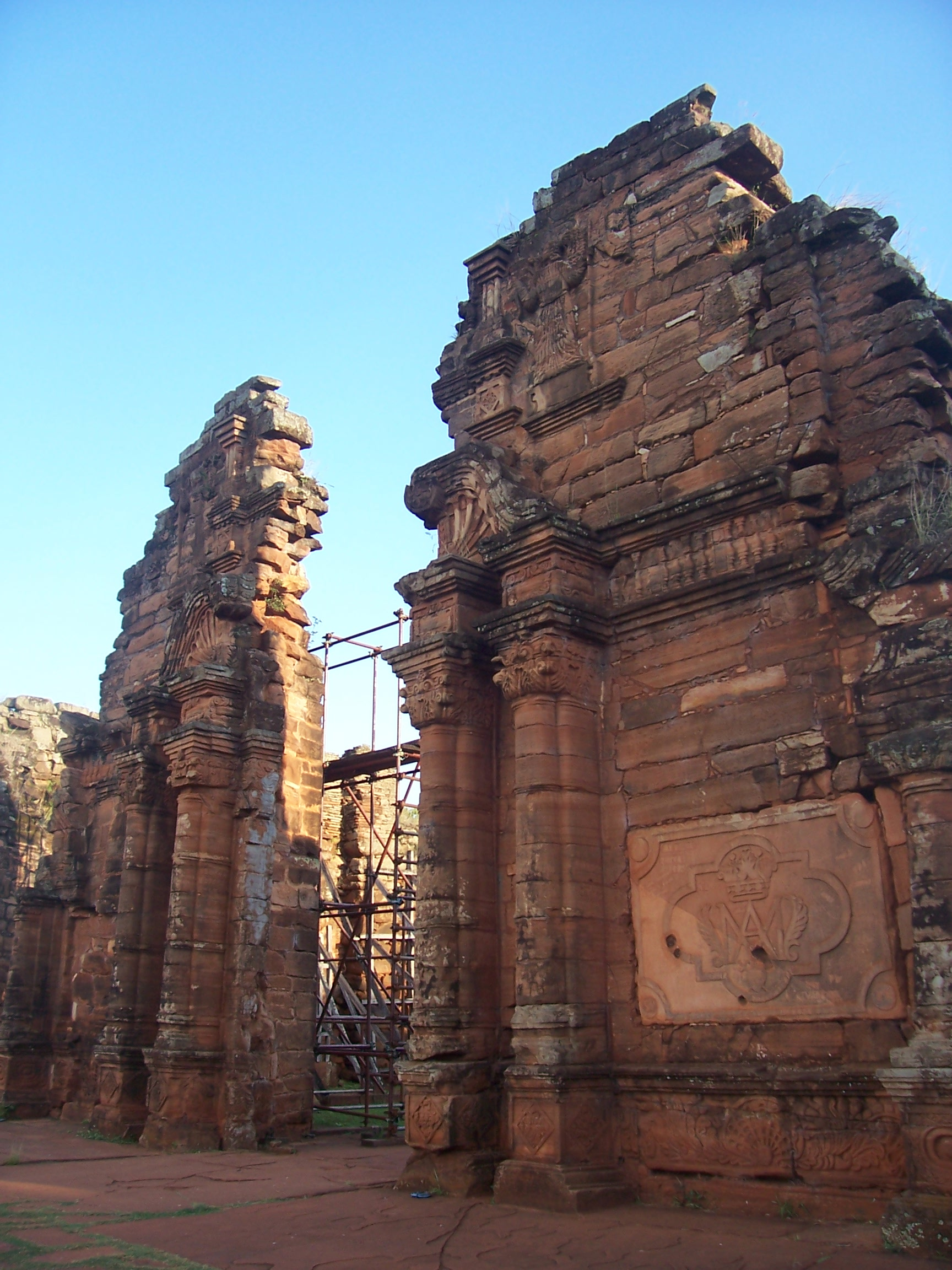
Jesuitenreduktion San Ignacio Miní

Die Jesuitenreduktionen der Guaraní sind von den Jesuiten geschaffene Siedlungen für die Guaraní. Ziel waren vor allem die christliche Missionierung sowie der Schutz vor Übergriffen von Sklavenjägern und Ausbeutung durch die weiße Oberschicht.

## Aufbau der Reduktionen

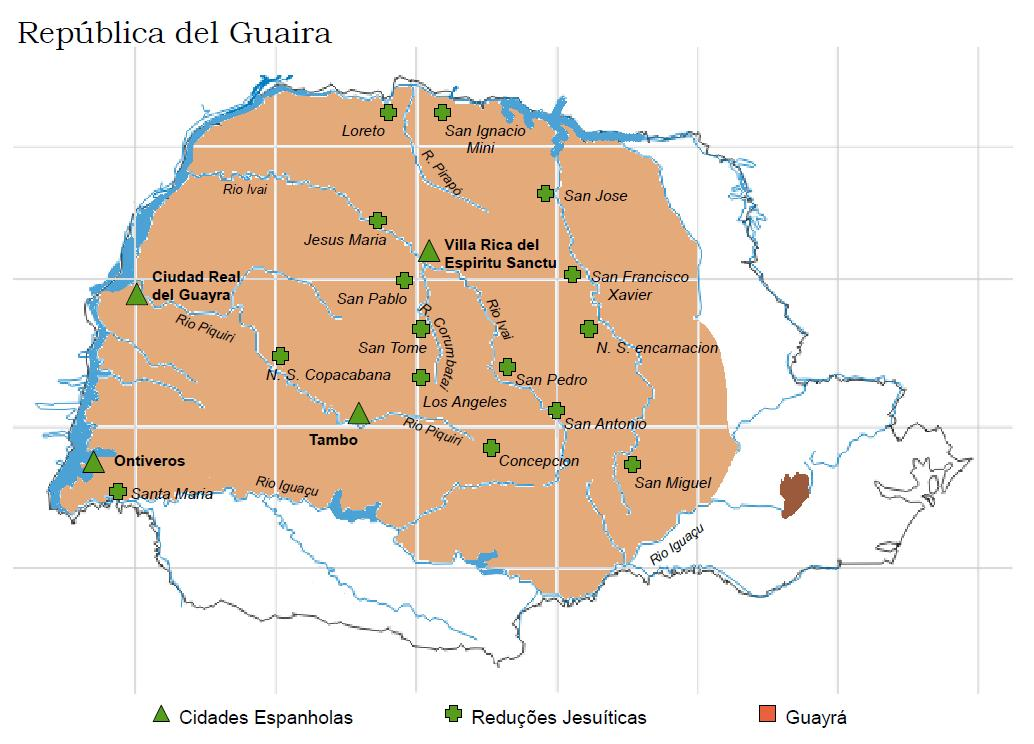
Jesuitenmissionen und spanische Städte der Guayrá

Ab 1610 errichteten Jesuitenmissionare eine ganze Reihe von Reduktionen am Fluss Paraná, z. B. die Reduktionen San Ignacio und Loreto. Portugiesische Sklavenjäger, die so genannten Bandeiranten oder Paulistas, überfielen immer häufiger die Reduktionen. Die Indianer in den Reduktionen waren besser ausgebildet, dadurch konnten sie auf den Sklavenmärkten teurer verkauft werden. Man geht davon aus, dass etwa 60.000 Indianer von den Sklavenjägern verschleppt wurden.
1641 beschloss der Jesuit Domingo de Torres die Guaraní zu bewaffnen, um die Reduktionen zu schützen. Einen Angriff der Bandeiranten im gleichen Jahr konnte er so erfolgreich bei Mbororé abwehren.  Die Sklavenjäger verschonten daraufhin die Jesuiten-Reduktionen für viele Jahre.
Diese geschützten Reduktionen durften nur durch Guaraní sowie Jesuiten und geladene Gäste betreten werden. Sie unterstanden nicht der Rechtsprechung der Kolonialregierung, sondern waren nur der spanischen Krone (formal) unterworfen. Spanische Kolonisten durften die Reduktionen nicht betreten und auch keine Indianer zur Zwangsarbeit zwingen (Encomienda-System).

## Welterbe
Die brasilianische Jesuitenreduktion São Miguel das Missões wurde 1983 von der UNESCO zum Weltkulturerbe erklärt. 1984 wurde die Stätte unter dem Namen Jesuitenmissionen der Guaraní um vier argentinische Reduktionen erweitert: San Ignacio Miní, Nuestra Señora de Santa Ana, Nuestra Señora de Loreto und Santa María la Mayor. Seit 1990 sind auch die Jesuitenmissionen der Chiquitos (Bolivien) als Welterbe anerkannt. 1993 folgten die Jesuitenreduktionen La Santísima Trinidad de Paraná und Jesús de Tavarangue in Paraguay.

## Jesuitenreduktionen im Grenzraum zwischen dem Vizekönigreich Peru und Brasilien

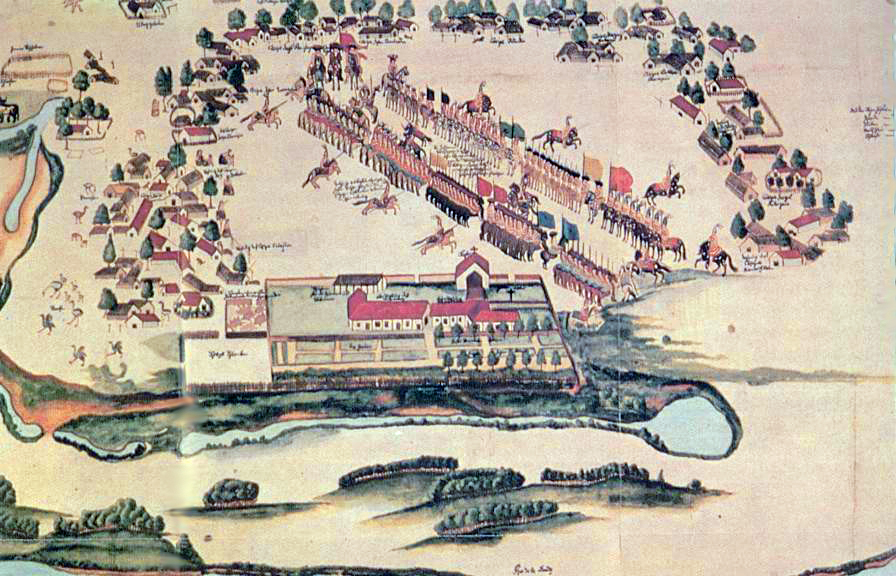
Florian Paucke: Bewaffnete Kavalleristen auf dem Vorplatz

Das aufsehenerregendste und am besten ausgestattete Projekt unternahmen die Jesuiten bei den Guaraní im Grenzgebiet zwischen dem portugiesischen Brasilien und dem spanischen Vizekönigreich Peru.

### Die Jesuiten im Vizekönigreich Peru und in Asunción
1538 bis 1565 bemühten sich die Jesuiten am spanischen Hof um Aufnahme in die Liste der für die Mission in der Neuen Welt zuständigen Orden. Ihnen kamen die Jesuiten Portugals zuvor, indem sie bereits 1549 die ersten sechs Jesuiten nach Brasilien sandten und 1551 erste Missionierungsversuche unter den Guaraní unternahmen. Mit der Zulassung durch Madrid kamen 1566 die ersten Missionare nach Florida, doch sie scheiterten, wie auch 1572 die Franziskaner.
Am 1. April 1568 trafen die ersten Patres in Lima ein. Ihr riesiges Missionsgebiet, welches Peru, Ecuador, Chile, Kolumbien, Tucumán, Mexiko und Paraguay umfasste, versuchten sie zunächst durch Wanderprediger zu erfassen. Die Erfolge der Missionare waren jedoch mäßig, zumal sie die Landessprachen nicht beherrschten. Um diesen Mangel auszugleichen, gründete man – was die Ordensregeln zunächst untersagt hatten – Missionsniederlassungen ähnlich festen Ortspfarreien. Die erste Niederlassung entstand im Juli 1576 am Titicacasee. Dort erhielten die Missionare auch Sprachunterricht. Auch Pater Diego de Torres Bollo, der 1610 die ersten Reduktionen in Paraguay gründete, erhielt hier seine Ausbildung.
Asunción wurde 1537 als Siedlung angelegt und 1541 eine Stadt. Die Indianer der Umgebung erhoben sich mehrfach (1539, 1545, besonders aber 1569, 1575 und 1578) gegen die spanische Herrschaft. Dies hing mit dem von Gouverneur Domingo Martínez de Irala (1552–1557) im Jahr 1555 endgültig durchgesetzten Landsystem des Encomienda-Systems zusammen. Dabei wurden allein um Asunción herum 20.000 Indianer den ca. 320 Spaniern zugewiesen. Dazu kamen Epidemien, die in manchen Gebieten 90 % der Indianer das Leben kostete. 1588 erreichten die ersten drei Jesuiten das isolierte Asunción.
Die kirchliche Organisation des Bistums Río de la Plata kam nicht voran, obwohl diese bereits 1547 vorgegeben wurde. Der erste Bischof übernahm erst 1556 diese Diözese, nach seinem Tod 1573 trat jedoch eine zwölfjährige Vakanz ein. Der folgende zweite Bischof blieb nur fünf Jahre lang, dann folgte abermals eine Vakanz, diesmal von 13 Jahren. 1603 bestieg Martin de Loyola, ein Neffe des Ordensgründers, den Bischofsstuhl. Zusammen mit Gouverneur Hernandarias de Saavedra (1592–1609, 1615–1621) versuchte er mittels Mission eine Einbindung der Indianer in das koloniale Herrschaftssystem. Doch entschied sich der Gouverneur zunächst für die Franziskaner als Missionsorden. Unter Führung von Luis de Bolaños und Alonso de Buenaventura gründeten sie schon 1580 die Missionsstationen Los Altos, wenige Jahre später die von Ytá und Yafuarón. Volkskrankheiten machten ihre Missionserfolge bis 1594 zunichte, weil kaum jeder Zehnte Indianer überlebte. 1610 erzwang spanische Militärpräsenz die Taufe von zwanzig Kaziken, worauf die Reduktionen San José de Caazapá (160 km südlich von Asunción) und ein Jahr später San Francisco de Yutí gegründet werden konnten. Bolaños verfasste eine Grammatik des Guaraní, doch musste er einsehen, dass die Zahl der Franziskaner viel zu gering war. So trat der Orden einige seiner Reduktionen an die Jesuiten ab, z. B. 1615 Santa Ana. Andere Reduktionen wurden in Pfarreien umgewandelt und an Weltpriester übergeben.
Der erste Jesuit Marciel Lorenzana begab sich 1593 zu den Indianern. Die Erfolge waren jedoch mäßig, so dass 1601 der irische Jesuit Thomas Fields den Ordensgeneral Claudio Acquaviva bat, die Provinz den portugiesischen Jesuiten zu überlassen. Die Ordensversammlung von Salta gab die Provinz bereits auf, die Dominikaner versuchten, den Besitz des Ordens in Asunción zu erhalten. Doch Aquaviva gründete stattdessen die Ordensprovinz Tucumán-Paraguay unter der Leitung von Diego de Torres, der 1608 mit 13 Ordensbrüdern ankam, und denen 1610 weitere 24 folgten. 1615 waren es bereits 113. Seit 1608 verbot ein königliches Schreiben ausdrücklich die militärische Unterwerfung der Ureinwohner, was den Missionaren Vorrang gab, die nun auch vom Gouverneur unterstützt wurden. 1629 versuchte der Gouverneur Luis de Céspedes die Indianer seiner Autorität zu unterstellen, doch nachdem seine drei Verwalter beinahe gelyncht worden waren – wenn nicht ein Pater eingeschritten wäre – überließ er die Indianer endgültig der Obhut der Jesuiten.

### Der Aufbau der Reduktionen

Karte der Jesuitenmissionen in Argentinien, Brasilien und Paraguay

#### Guaycurú
Die Patres Vicente Griffi und Roque González de Santa Cruz sollten unter den Guaycurù missionieren. Diese waren jedoch Nomaden des Gran Chaco, die den Weg Richtung Lima leicht blockieren konnten, und daher für die Mission der Jesuiten nicht erreichbar. Dieser Ansatz scheiterte.

#### Guayrá
Besonderen Erfolg verzeichneten die Jesuiten nach ihrer Auffassung in Guayrá, wo die Einheimischen einer monotheistischen Religion anhingen und vergleichsweise bereitwillig die neue Lehre übernahmen. Dies hing auch damit zusammen, dass sich die Indianer von der neuen Religion besseren Schutz gegen Übergriffe der weltlichen Spanier versprachen. Dieses Missionsgebiet lag zudem auf dem Territorium des brasilianischen Westparaná. Die dortigen Stadtanlagen Ciudad Real und Villarica waren fünfzig Tagesmärsche von Asunción entfernt. 1610 gründeten Jesuiten die ersten Missionsstationen, wie N. S. de Loreto del Pirapó, San Ignacio-miní del Ypaumbucu, die zusammen von 8.000 Menschen bewohnt waren, die sich auf rund 2.000 Familien verteilten. Nach mehrjähriger Stagnation führte der Superior Antonio Ruiz de Montoya die Arbeiten 1622–1629 wieder energischer voran. So entstanden 11 weitere Reduktionen.
Bald standen die Reduktionen in Konkurrenz zu den seit 1588 gegründeten Encomienda-Dörfern, die stark unter den durch rücksichtslose Ausbeutung und Krankheiten ausgelösten Bevölkerungsverlusten litten. Bald begannen Kolonialisten, trotz Verboten, sogar getaufte Indianer aus den Reduktionen zu rauben.
Damit standen sie wiederum in Konkurrenz zu den Sklavenjägern aus São Paulo, den Bandeirantes. Diese Paulistas oder Mamelucken führten periodische Raubzüge durch, die 1629 begannen. Die Indianer fühlten sich verraten, und mindestens in einem Fall kam es zu einem Mordanschlag. Nach San Antonio zogen die Bandeirantes gegen Jesús Maria und San Miguel, worauf die Reduktionen Encarnación, San Pablo, Arcángels und S. Tomás aufgegeben werden mussten. 1631 zerstörte eine bandeira San Francisco Javier und San José. Nur die beiden ältesten Reduktionen Loreto und San Ignacio Miní blieben übrig. Die Überlieferung spricht von 200.000 Toten und Gefangenen.
1631 entschlossen sich die Jesuiten Antonio Ruiz de Montoya und Francisco Vazquez Trujillo, ohne Rücksprachen mit den spanischen Siedlern oder dem Gouverneur, die letzten 12.000 Indianer in Sicherheit zu bringen. Auf 700 Kanus und Flößen flohen sie auf dem Paranápanema westwärts, dann auf dem Paraná nach Süden. Allein bei der Umgehung der Wasserfälle von Guayrá kamen rund 2.000 Indianer um. Am Rio Jubaruru, wo sie nach 1200 km langer Flucht ankamen, erbauten sie die aufgegebenen Reduktionen neu.

#### Misiones
Die erste Jesuitenmission der Guaraní, San Ignacio Guazú, wurde 1609 im Gebiet des heutigen Departamento Misiones in Paraguay gegründet. Es folgten 1647 Santa María de Fe, 1669 Santiago und 1698 Santa Rosa de Lima, die um 1730 über 6000 Guaraní zählte, die anschließend jedoch durch Pockenepidemien auf rund ein Viertel reduziert wurden. Die meisten dieser Missionen wurden 1611–1639 in der heutigen argentinischen Provinz Misiones gegründet.

#### Paraná
In Paraná bildete der Rio Tebicuary die Grenze zum franziskanischen Missionsgebiet. Bereits im Dezember 1609 gründeten die Jesuiten die Missionsstation San Ignacio Guasú, 1615 gründete Roque González de Santa Cruz Nuestra Senora de la Encarnación beim heutigen Posadas. Später wurde sie auf das rechte Paraná-Ufer verlegt und bildet den Kern des heutigen Encarnación. Zur Gründung einer Reduktion wurde ein Kreuz aufgerichtet, das die Ureinwohner bewachen mussten. Daraufhin stellte der Gouverneur eine Genehmigung (auto) aus, und es konnte mit dem Bau der Reduktion begonnen werden. In den nächsten Jahren kamen die Reduktionen von Yaguapocha (1616), Corpus Christi (1622), La Navidad den N. S. de Acaray (1619–1624) und Santa Maria del Iguazú (Paraná) hinzu.

#### Uruguay
1619 hatte Roque González de Santa Cruz bei den Guaraní im Uruguay-Gebiet so große Erfolge, dass er noch im selben Jahr die Reduktion Nuestra Señora de la Concepción gründen konnte. Doch 1622 machte eine Pestepidemie seine Erfolge völlig zunichte. Mit den 500 überlebenden Familien begann er wieder von vorn. 1626 entstand San Nicolás de Piratini, dazu San Francisco Javier de Céspedes und weitere Reduktionen. Wie so oft war auch hier die Gewinnung eines Kaziken ausschlaggebend.

## Tabelle
| Nummer | Name                                                      | Gebiet                | Staat       | Jahr |
| ------ | --------------------------------------------------------- | --------------------- | ----------- | ---- |
| 1      | San Ignacio Guazú                                         | Departamento Misiones | Paraguay    | 1609 |
| 2      | Nuestra Señora de la Encarnación de Itapúa                | Departamento Itapúa   | Paraguay    | 1615 |
| 3      | Santo Tomé                                                | Provinz Corrientes    | Argentinien | 1632 |
| 4      | San Francisco de Borja                                    | Río Grande del Sur    | Brasilien   | 1682 |
| 5      | São Nicolau                                               | Río Grande del Sur    | Brasilien   | 1626 |
| 6      | São Luiz Gonzaga                                          | Río Grande del Sur    | Brasilien   | 1687 |
| 7      | São Lourenço Mártir                                       | Río Grande del Sur    | Brasilien   | 1690 |
| 8      | São Miguel das Missões                                    | Río Grande del Sur    | Brasilien   | 1632 |
| 9      | São João Batista                                          | Río Grande del Sur    | Brasilien   | 1697 |
| 10     | Santo Ângelo                                              | Río Grande del Sur    | Brasilien   | 1706 |
| 11     | Santos Apóstoles San Pedro y San Pablo                    | Provinz Misiones      | Argentinien | 1632 |
| 12     | Nuestra Señora de la Inmaculada Concepción del Ibitiracuá | Provinz Misiones      | Argentina   | 1619 |
| 13     | Santa María la Mayor                                      | Provinz Misiones      | Argentinien | 1626 |
| 14     | San Francisco Javier                                      | Provinz Misiones      | Argentinien | 1629 |
| 15     | Santos Mártires del Japón                                 | Provinz Misiones      | Argentinien | 1639 |
| 16     | San José de Itacuá                                        | Provinz Misiones      | Argentinien | 1633 |
| 17     | San Carlos Borromeo                                       | Provinz Corrientes    | Argentinien | 1631 |
| 18     | Nuestra Señora de la Candelaria                           | Provinz Misiones      | Argentinien | 1627 |
| 19     | Nuestra Señora de Santa Ana                               | Provinz Misiones      | Argentinien | 1633 |
| 20     | Nuestra Señora de Loreto                                  | Provinz Misiones      | Argentinien | 1610 |
| 21     | San Ignacio Miní                                          | Provinz Misiones      | Argentinien | 1611 |
| 22     | Corpus Christi                                            | Provinz Misiones      | Argentinien | 1622 |
| 23     | Jesús del Tavarangüé                                      | Departamento Itapúa   | Paraguay    | 1685 |
| 24     | Santísima Trinidad del Paraná                             | Departamento Itapúa   | Paraguay    | 1706 |
| 25     | Nuestra Señora de la Asunción de Acaraguá y Mbororé       | Provinz Corrientes    | Argentinien | 1630 |
| 26     | San Cosme y Damián                                        | Departamento Itapúa   | Paraguay    | 1632 |
| 27     | Santiago Apóstol                                          | Departamento Misiones | Paraguay    | 1669 |
| 28     | Santa Rosa de Lima                                        | Departamento Misiones | Paraguay    | 1698 |
| 29     | Santa María de Fe                                         | Departamento Misiones | Paraguay    | 1647 |
| 30     | Yapeyú                                                    | Provinz Corrientes    | Argentinien | 1627 |